# Зой Зосима
Зой Зосима (грец. Ζώης Ζωσιμάς; 1757, Яніна — 28 серпня (9 вересня) 1827, Москва) — московський дворянин, ніжинський грек, купець, колекціонер, меценат і благодійник, почесний член багатьох наукових товариств Європи та Російської імперії. Серед сучасників був відомий як «освічений грек».

## Життєпис
В юності переселився до Ніжина (Гетьманщина), де записався до Ніжинського грецького братства. Пізніше переїхав до Москви, де успішно займався торгівлею разом із шістьма братами (грецьке джерело наводить п'ять). Після смерті старшого брата Феодосія в 1793 року Зосима вирішив використовувати свій великий стан на просвітництво греків, а також розвиток науки і освіти в Росії.

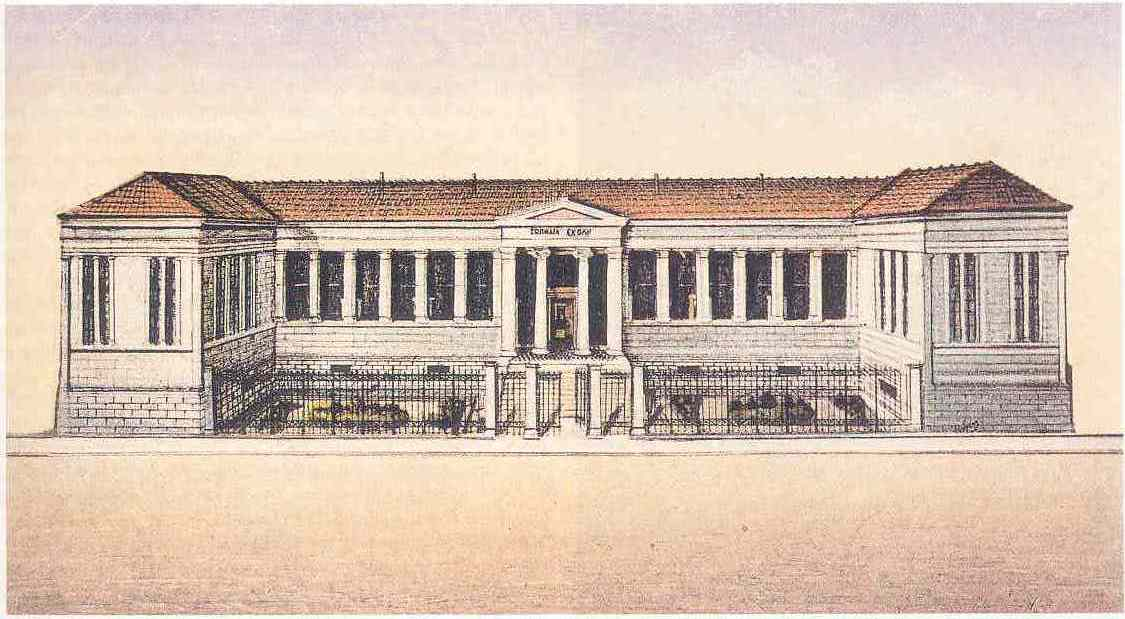
Зосимівська школа у XIX столітті

Для допомоги грекам Зосима засновував навчальні заклади, забезпечував їх необхідним обладнанням, виплачував платні вчителям та наставникам, стипендії для незаможних учнів, допомагав бідним та зміцнював грецьке православ'я шляхом видання богословських книг, сприяв відновленню чистоти та правильності грецької. Заснована ним із братами Зосимівська школа в Янині відіграла важливу роль у грецькій освіті за часів Оттоманської імперії (і функціонує досі). На свої кошти Зосима у Московській гімназії заснував грецький клас, а в Московської медико-хірургічної академії — протягом кількох років утримував лектора грецької мови. Майже всі грецькі книги, надруковані в Європі за життя Зосими, було видано на його кошти. Серед видань, фінансованих З. Зосимою, — грецька Біблія, «Коротка історія побудови Ніжинського Благовіщенського монастиря» (М., 1815), «Нова повна практична грецька граматика», «Повний грецько-російський словник».
Зосима відомий поряд великих пожертв на користь багатьох наукових товариств та навчальних закладів Росії. Наприклад, при заснуванні в Москві Практичної комерційної академії в 1810 році їм було пожертвовано 20 тисяч карбованців, Імператорському товариству дослідників природи пожертвовано понад 6 тисяч карбованців на публікацію праць.
У 1812 р. серед багатьох московських дворян пожертвував 30 тисяч рублів для ополчення.

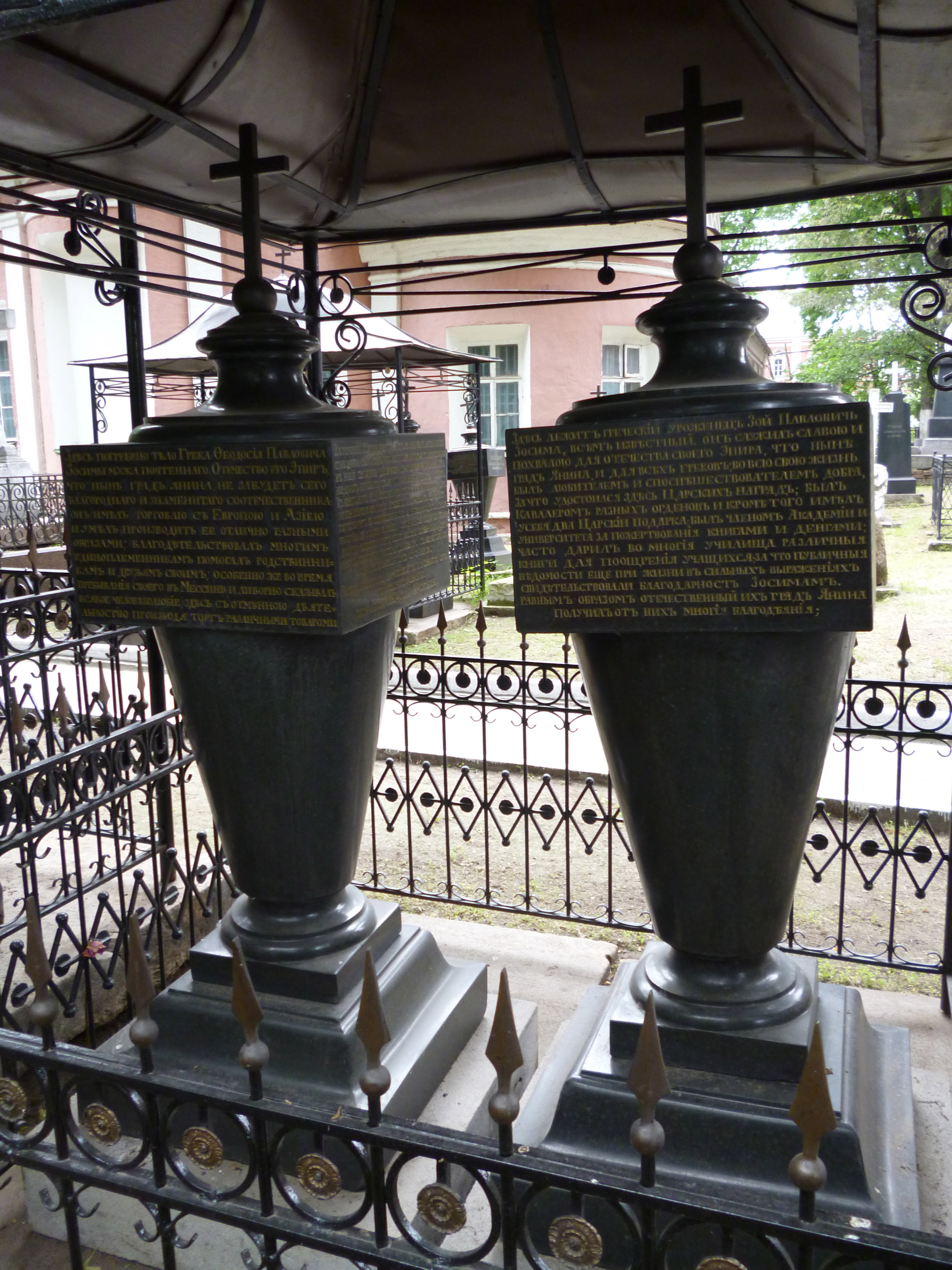
Могили Зоя та Феодосія Зосими

30 травня (11 червня) 1827 року повідомив попечителя Московського навчального округу Олександра Писарєва про бажання пожертвувати «дачу, що знаходиться в Пресненській частині на трьох горах» (нині Нововаганьковський провулок, 5), «Імператорському Московському університету на влаштування на оном місці Обсерваторії, або на що інше корисне з Найвищого затвердження Його Імператорської Величності». Спадкоємці, насамперед брат Микола, виконали побажання покійного, і 1831 року під керівництвом професора Д. Перевощикова було завершене будівництво Астрономічної обсерваторії Московського університету, а за сто років, 1931 року, на базі цієї обсерваторії було організовано (згодом і нині на іншому місці) Державний астрономічний інститут ім. П. К. Штернберга.
Зосима зібрав велику колекцію монет і медалей (близько 18 000 одиниць), яка вважалася однією з найкращих у Європі. Опис колекції зроблений професорами Московського університету Романом Тимковським і Християном-Фрідріхом Маттеєм, не зберігся. Пізніше Микола Зосима відправив колекцію до Афін, де в 1857 стала основою Нумізматичного музею.
Помер бездітним. Похований у некрополі Донского монастыря (Старий цвинтар).

### Родина
Батько — Хатзі-Панайот Зосима.
Брати — Іоанн, Михайло, Феодосій, Анастасій (?-1819), Микола; сестри — Олександра, Зоїця, Ангеліка.

## Нагороди та визнання
- Орден Святої Анни 2-го ступеня
- Орден Святого Володимира 4-го ступеня
- почесний член Московського університету, Товариства випробувачів природи, Товариства історії та старожитностей російських, Московської медико-хірургічної академії та Практичної академії.